# Ямборко Надія Анатоліївна

## Ямборко Надія Анатоліївна
Ямборко Надія Анатоліївна — українська вчена у галузі біології, кандидат біологічних наук. Авторка понад 60 наукових праць. Досліджує проблеми мікробіології, ґрунтознавства, генетики та фізіології рослин.Бія
Біографія
Народилася 8 березня 1979 року в селі Кремінна Хмельницької області.
Закінчила спеціалізований Славутський ліцей з поглибленим вивченням природничих наук, навчалася на відмінно та отримала срібну медаль.
У 2001 році з відзнакою (червоним дипломом) завершила навчання в Тернопільському державному педагогічному інституті (нині — Тернопільський національний педагогічний університет імені Володимира Гнатюка).

## Наукова діяльність
У 2001–2004 роках навчалася в аспірантурі Інституту мікробіології і вірусології ім. Д. К. Заболотного НАН України у відділі загальної ґрунтової мікробіології.
З 2005 року працює на посаді молодшого наукового співробітника.
У березні 2005 року захистила дисертацію на здобуття наукового ступеня кандидата біологічних наук.
Також навчалася в аспірантурі Інституту фізіології рослин і генетики НАН України.

## Міжнародна діяльність
У 2008 році брала участь у виконанні міжнародного наукового проєкту.

## Наукові праці
Ямборко Надія Анатоліївна є авторкою:
- 68 наукових праць, з них:
  - 44 наукові статті,
  - 2 монографії (у співавторстві),
  - 1 методичні рекомендації,
  - 2 патенти,
  - 20 матеріалів конференцій.

Сторінка у базі Науковців України (НБУВ)

## Особисте життя
Має двох доньок.